# Germantown (Tennessee)
Germantown és una ciutat dels Estats Units a l'estat de Tennessee. Segons el cens del 2010 tenia 38.844 habitants.

## Demografia
Segons el cens del 2000, Germantown tenia 37.348 habitants, 13.220 habitatges, i 11.065 famílies. La densitat de població era de 820,3 habitants/km².
Dels 13.220 habitatges en un 41,2% hi vivien nens de menys de 18 anys, en un 75,7% hi vivien parelles casades, en un 6,1% dones solteres, i en un 16,3% no eren unitats familiars. En el 14,6% dels habitatges hi vivien persones soles el 5,7% de les quals corresponia a persones de 65 anys o més que vivien soles. El nombre mitjà de persones vivint en cada habitatge era de 2,82 i el nombre mitjà de persones que vivien en cada família era de 3,14.
Per edats la població es repartia de la següent manera: un 28% tenia menys de 18 anys, un 6,8% entre 18 i 24, un 23,5% entre 25 i 44, un 33,5% de 45 a 60 i un 9,2% 65 anys o més.
L'edat mediana era de 41 anys. Per cada 100 dones de 18 o més anys hi havia 92,2 homes.
La renda mediana per habitatge era de 94.609$ i la renda mediana per família de 103.726$. Els homes tenien una renda mediana de 77.857$ mentre que les dones 38.311$. La renda per capita de la població era de 44.021$. Entorn de l'1,6% de les famílies i el 2,1% de la població estaven per davall del llindar de pobresa.

## Poblacions més properes
El següent diagrama mostra les poblacions més properes.